# Kalamit
Kalamit (Calamites) – wymarły, głównie późnokarboński rodzaj skrzypowych z rodziny kalamitowatych. 

## Charakterystyka
Kalamity były roślinami o pokroju drzewiastym, dorastającymi do 30 m. Pień był wyraźnie segmentowany poprzecznie (tzw. węzły), podobnie do łodyg dzisiejszego skrzypu lub bambusa. Pień był także podłużnie żebrowany, a wewnątrz pusty. Miał grubą korę i grubą warstwę drewna wtórnego. Charakterystyczny dla wszystkich kalamitów jest przebieg wiązek przewodzących, które dochodząc do węzła rozwidlają się, co daje wrażenie, jakby następny odcinek wiązki przewodzącej był przesunięty w węźle względem poprzedniej. Odróżnia to kalamity od archeokalamitów, które mają prostolinijny przebieg wiązki przez całą gałąź. 
Liście wąskie i długie, wyłącznie w węzłach, zebrane w okółki.
Posiadały podziemne kłącza, z których wyrastały korzenie.

## Występowanie
Późny karbon, sporadycznie także we wczesnym permie. Bardzo powszechne w utworach karbonu górnego Europy, w tym Polski (Górny Śląsk, Wałbrzych). Ze względu na to, że pnie i łodygi były puste w środku, często zachowują się one w postaci ośródek wewnętrznych.

## Znaczenie
Były jednymi z najpowszechniejszych roślin drzewiastych karbonu późnego, a ich szczątki stały się ważnym składnikiem tworzących się wówczas torfowisk, z których później powstały węgle kamienne. 
Megaspory i mikrospory kalamita mają duże znaczenie w datowaniu osadów górnokarbońskich.

## Sztuczna systematyka
Liście, organy rozrodcze (kłosy zarodniowe, strobile) i podziemne kłącza oraz korzenie występujące przeważnie oddzielnie od całej rośliny mają swoje odrębne łacińskie nazwy. Wśród różnych typów liści najczęstszy jest Annularia.